# Montperreux, Schweiz
Montperreux är en kulle i Schweiz. Den ligger i kantonen Neuchâtel, i den västra delen av landet, 50 km väster om huvudstaden Bern. Toppen på Montperreux är 1 339 meter över havet.